# Rijksstad Bazel
De Rijksstad Bazel was een vrije rijksstad binnen het Heilige Roomse Rijk, waarvan het gebied overeenkwam met het Zwitserse kanton Bazel
Bazel wordt voor het eerst vermeld in de vijfde eeuw en maakte oorspronkelijk deel uit van het prinsbisdom Bazel. Na de delingen van het Frankische Rijk ging Bazel van 912 tot 1033 deel uitmaken van het koninkrijk Opper-Bourgondië, dat in 1033 werd verenigd met het Heilige Roomse Rijk.
De groeiende rijkdom stelde de stad in staat zich los te maken van het prinsbisdom. In 1362 rekende Bazel zich zelf tot de vrije steden.
In 1376 lukte het hertog Leopold van Oostenrijk de rijksvoogdij over de stad te verwerven, wat een nieuwe bedreiging van de zelfstandigheid van de stad was. Na de nederlaag van Oostenrijk bij Sempach in 1386 verdween de Habsburgse druk op de stad. In 1400 verwierf de stad de ambten Liestal, Homburg en Waldenburg. Dit was het begin van de vorming van het territorium. In 1461 werd het landgraafschap Sisgau gekocht.
Omdat de stad voortdurend bedreigd werd door Frankrijk en Oostenrijk zocht ze aansluiting bij de Eedgenoten. In 1440 werden verbonden gesloten met Bern en Solothurn. In 1500 werd bij de indeling van het Heilige Roomse Rijk in kreitsen de stad ingedeeld bij de Boven-Rijnse Kreits. Nadat de rijksstad zich tijdens de Zwabenoorlog van 1499 neutraal had weten te houden, sloot zij zich op 13 juli 1501 als elfde stad aan bij de Eedgenoten.